# Vladimír Guth
Vladimír Guth (3. února 1905 Vrchlabí – 24. června 1980 Praha) byl český astronom. Zabýval se především sledováním komet a meteorických rojů. Byl také ředitelem astronomické observatoře na Skalnatém plese na Slovensku.

## Život
Vladimír Guth se narodil ve Vrchlabí. Vystudoval astronomii na Přírodovědecké fakultě Univerzity Karlovy v Praze, kde získal titul doktora přírodních věd (1929), na své alma mater se i habilitoval (1949). V letech 1928 – 1950 působil na Státní hvězdárně v Praze a na observatoři Ondřejov. V roce 1951 vystřídal Antonína Bečváře jako ředitel astronomické observatoře na Skalnatém plese. Během působení Vladimíra Gutha byla observatoř dobudována a byla začleněna do systému akademických pracovišť jako Astronomický ústav slovenské akademie věd, přičemž Vladimír Guth se stal jeho prvním ředitelem. V této době Guth pravidelně přednášel na Univerzitě Komenského v Bratislavě. Vyškolil první slovenské aspiranty.
V roce 1956 se vrátil do Astronomického ústavu Akademie věd v Ondřejově. Zde byl vedoucím oddělení meziplanetární hmoty a vedoucím observatoře. Ve stejném roce obhájil titul DrSc. Od roku 1961 externě přednášel astronomii na Univerzitě Karlově v Praze, kde byl v roce 1966 jmenován řádným profesorem. Byl zvolen členem korespondentem Slovenské akademie věd (1953) a později Československé akademie věd (1962). Zemřel 24. června 1980 v Praze.

## Práce
Hlavní oblastí vědecké činnosti Vladimíra Gutha byl výzkum meziplanetární hmoty, zejména dynamika komet a meteorických rojů. Stal se světovou kapacitou v oblasti metodiky a interpretace vizuálních pozorování meteorů. Byl zakladatelem československé meteorické školy, která se v celosvětovém měřítku získala mnoho prvenství. Věnoval se ale také dalším astronomickým problémům: od výpočtu dráhy komet přes dynamiku umělých družic až k výzkumu atmosférické extinkce. Vedl dvě expedice do SSSR za zatměním Slunce (v letech 1936 a v roce 1954). Měl zásluhu na úspěšné účasti Československa na velkých mezinárodních projektech, jako byl Mezinárodní geofyzikální rok (1957/1958) nebo program Interkosmos. Byl spoluautorem známé dvousvazkové knihy Astronomie (1954) a celkem 37 vydání Hvězdářské ročenky.
Je autorem řady původních vědeckých prací z meteorické astronomie, astrometrie a nebeské mechaniky. V letech 1959 – 1962 byl prvním prezidentem Slovenské astronomické společnosti při Slovenské akademii věd a od roku 1966 viceprezidentem Československé komise Interkosmos. Výrazem mezinárodního uznání jeho výsledků bylo jeho zvolení za předsedu komise pro meteory a meteority Mezinárodní astronomické unie (1952 – 1958), čím se stal prvním československým astronomem, který byl předsedou jednoho z výborů této společnosti.